# Pakeha parrotti
Pakeha parrotti är en spindelart som beskrevs av Forster och Wilton 1973. Pakeha parrotti ingår i släktet Pakeha och familjen mörkerspindlar. Inga underarter finns listade i Catalogue of Life.